# Buławyniwka
Buławyniwka (ukr. Булавинівка) – wieś na Ukrainie, w obwodzie ługańskim, w rejonie starobielskim, w hromadzie Nowopskow. W 2001 liczyła 856 mieszkańców, spośród których 810 wskazało jako ojczysty język ukraiński, 41 rosyjski, 2 białoruski, a 3 grecki.